# Viking (satélite)
Viking foi o primeiro satélite artificial sueco, desenvolvido para estudar processos físicos envolvendo plasmas na magnetosfera e na ionosfera da Terra. Foi lançado por um veículo lançador Ariane 1, juntamente com o satélite francês SPOT 1, em 22 de fevereiro de 1986. Suas operações foram encerradas em 12 de maio de 1987.

## Lançamento
O Viking foi lançado através do Centro Espacial de Kourou, pelo veículo lançador Ariane 1. O espaço no interior com o SPOT dentro do foguete era limitado, e o satélite teve que ser resistente para suportar o estresse mecânico do lançamento. Por isto, o satélite foi desenhado com o formato de um disco achatado octagonal, com 50 centímetros de altura e 1,9 metro de diâmetro, pesando 286 quilos, fora 60 quilos de material científico.
A interface mecânica para adaptação dentro da área de carga do Ariane foi alterada, o que exigiu alterações mínimas no projeto do satélite do programa SPOT.
Logo após o Ariane 1 proceder à liberação do SPOT, o Viking ativou seu próprio mecanismo de propulsão que o colocou em uma órbita polar diferente. Uma vez em órbita, quatro cabos de 40 metros foram desenrolados para fora em uma direção radial, a partir da borda do disco do satélite.
Também, duas hastes rígidas de quatro metros foram estendidas na direção axial. Cada uma tinha um sensor em sua extremidade, formando três pares ortogonais. Juntas elas podiam medir o campo elétrico em três direções. Outras hastes contendo outros tipos de sensores e antenas também foram estendidas para fora do corpo do satélite.

## Fim da missão
Após 1 ano e 2 meses de pesquisas, o satélite teve suas operações encerradas em 12 de maio de 1987. O Viking realizou pesquisas sobre processos físicos envolvendo plasmas na magnetosfera e na ionosfera terrestre.